# Vilanièra
Vilanièra (en francès Villanière) és un municipi del departament de l'Aude a la regió francesa d'Occitània.